# Simocybe pruinata
Simocybe pruinata är en svampart som beskrevs av E. Horak 1980. Simocybe pruinata ingår i släktet Simocybe och familjen Inocybaceae.   Inga underarter finns listade i Catalogue of Life.